# Gira (Unternehmen)
Die Gira Giersiepen GmbH & Co. KG mit Sitz in Radevormwald ist ein deutsches Familienunternehmen, das in den Bereichen Kunststoffverarbeitung und als Hersteller von Elektroinstallationstechnik und Gebäudesystemtechnik tätig ist.  

## Geschichte
Gira hat seinen Ursprung in der Unternehmensgründung am 1. August 1905 der Firma „Gebrüder Giersiepen, Fabrik von Apparaten für elektrische Beleuchtung“ von Gustav und Richard Giersiepen in Wuppertal. 1912 zog das Unternehmen zum heutigen Standort nach Radevormwald.
Im Jahr 1964 kam es zur Umbenennung in den heutigen Firmennamen „Gira“, der sich aus den Anfangsbuchstaben des Familiennamens Giersiepen und des Standortes Radevormwald zusammensetzt.

## Unternehmen
Gira ist im Bereich Elektroinstallationstechnik, Gebäudesystemtechnik und Kunststofftechnik tätig. Neben dem deutschen Markt ist Gira durch rund 40 Vertretungen und Vertriebsniederlassungen weltweit verbreitet. Es beschäftigt rund 1800 Mitarbeiter und setzte im Jahr 2022 420 Mio. Euro um.
1970 wurde zusammen mit Berker und Jung das Tochterunternehmen Insta Elektro gegründet, das mit seinen 500 Mitarbeitern in Deutschland Beratung und Projektplanung für Lichtmanagement und elektronische Komponenten bietet.
1990 gehörte Gira neben Berker, Jung, Merten und Siemens zu den Gründungsmitgliedern der European Installation Bus Association (EIBA) und später der KNX Association (KNX-Standard). Dieser Standard garantiert die Kompatibilität und Interoperabilität der verschiedenen Geräte und Systeme unterschiedlicher Hersteller aus vielen Bereichen.
Im Januar 2007 kaufte Gira die Stettler Kunststofftechnik GmbH & Co. KG. Seitdem wird in diesem Bereich an zwei Standorten (Radevormwald, Burgwindheim) produziert.
Anfang 2022 übernahm Gira das britische Unternehmen Wandsworth mit Sitz in Woking.

## Produkte
Tätigkeiten im Geschäftsfeld Elektroinstallationstechnik und Gebäudesystemtechnik:
- Schalterprogramme
- Steckdosen
- Lichtsteuerung
- Jalousiesteuerung
- Klima-/Heizungssteuerung
- LED-Beleuchtung
- Installationsbus KNX/EIB System (kabelbasiert KNX-TP)
- Funkbus 433,42 unidirektional (Funkbus von Gira, Berker, Jung baugleich von INSTA)
- Funkbus eNet 868,3 bidirektional (eNet von Gira und Jung baugleich von INSTA, ab 2013)[9][10]
- Türsprechanlagen
- Rufsysteme
- Schlüsselloser Zugang
- Alarm-/Brandmeldetechnik
- Audio-Systeme in Kooperation mit Revox

Im Geschäftsfeld Kunststofftechnik entwickelt, konstruiert und produziert Gira Kunststoffteile, Systemprodukte und Werkzeuge für die Elektrotechnik, die Medizintechnik und den Automobilbau.

## Auszeichnungen
- German Design Award für den Installationsbaukasten Gira System 3000 sowie den Messestand auf der Light + Building Messe (2019)[11]

- Red Dot Design Award für den Gira Tastsensor 4 in den Kategorien Produktdesign, Marken- und Kommunikationsdesign (2020).[12]
- iF Design Award für den Gira Tastsensor 4 und die Wohnungsstation Video AP7 (2020).[13]